# Alfonso López (confidente de Richelieu)

Rafael, Baltasar Castiglione, óleo sobre lienzo, 82 x 67 cm, París, Louvre.

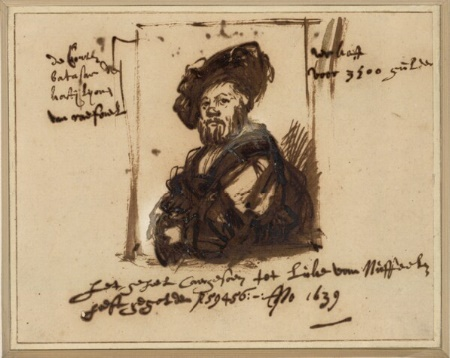
Rembrandt, apunte tomado del retrato de Baltasar Castiglione pintado por Rafael. Dibujo a pluma y tinta sepia sobre papel. Viena, Albertina. Anotación autógrafa: «l.o. "de Conte / batasar de / Kastijlyone / van raefael"; r.o. "verkoft / voor 3500 gulden"; M.u. "het geheel caergesoen tot Luke van Nuffeelen / heeft gegolden fl 59456: - :Ano 1639».

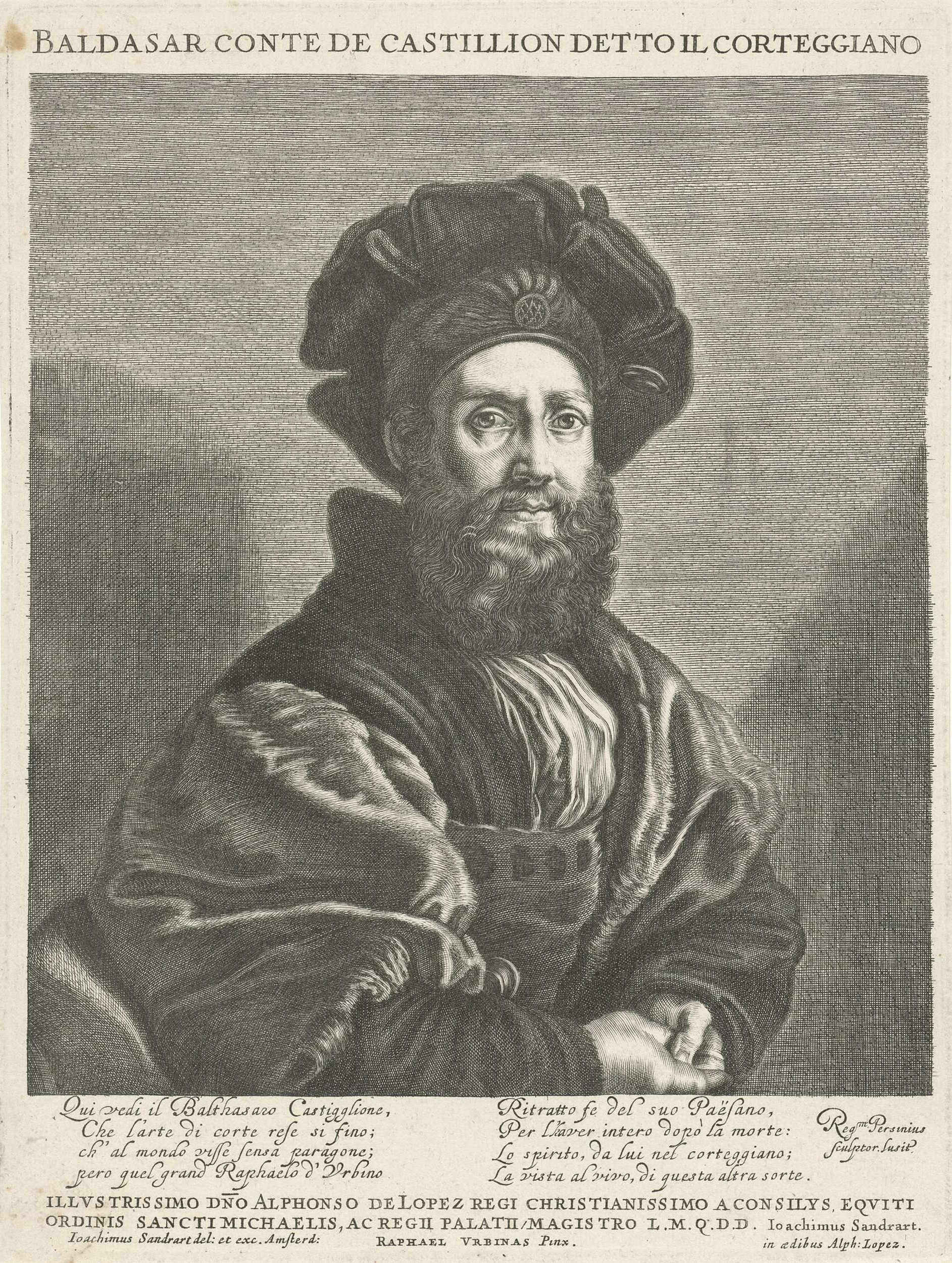
Baltasar Castiglione, grabado de Reinier van Persijn por dibujo de Joachim von Sandrart a partir del retrato de Rafael (Louvre). Al pie ocho versos en italiano y dedicatoria de Sandrart a López, su propietario: Illustrissimo Dno Alphonso de Lopez regi christianissimo a consilys, eqviti / Ordinis sancti Michaelis, ac regii palatii magistro L.M.Q.D.D.

Alonso o Alfonso López, «le sieur Loppes», morisco posiblemente nacido en Zaragoza hacia 1572 y fallecido en París en 1649, fue un comerciante de diamantes, agente financiero y confidente del cardenal Richelieu.

## Biografía
Tanto los orígenes como los primeros años de vida de López permanecen confusos. Tallemant des Réaux, que lo conoció por haber sido vecino de su padre y le dedica una de sus Historietas, dice de él que se presentaba como descendiente de los abencerrajes de Granada y que su padre le veía comer cerdo casi a diario, pero algunas de las anécdotas que recoge indican que había quienes lo tenían por judío; así, cuando vendió un crucifijo por un precio muy elevado, alguien comentó «¿Cómo? ¡Habiendo vendido tan barato el original!». Para J. H. Elliott se trataría sin género de duda de un miembro de la comunidad de marranos portugueses residentes en Francia, «en apariencia morisco aragonés» y confidente de Richelieu al tiempo que en contacto con el conde-duque de Olivares, «sin que se sepa a ciencia cierta si hacía doble juego o no». En los fondos documentales españoles en relación con los Países Bajos, sin embargo, aparece caracterizado siempre como morisco y agente de Richelieu en Holanda. Julio Caro Baroja, que tituló su reseña biográfica «El último Abencerraje», señala que si fuera cierta su descendencia de los abencerrajes podría estar emparentado con Diego López, llamado Abén Aboo, proclamado rey en la rebelión de las Alpujarras, aunque su personalidad quedaría «más cerca de los asentistas portugueses, cristianos nuevos, más o menos judaizantes, que vivieron entre la opulencia y las cárceles inquisitoriales, algunos de los cuales fueron tan fieles al conde-duque y a Felipe IV como él lo fue a Richelieu y a Luis XIII».
López aparece por primera vez en Francia —sin saber francés— en 1604, mencionado en su correspondencia con el rey Enrique IV por Jacques Nompar de Caumont, duque de la Force y gobernador del Béarn y Navarra, que lo presenta como agente de los moriscos españoles gestionando el apoyo francés a una conjura urdida por sus correligionarios. Ya fuese real o supuesta, la trama no pasó adelante, pero López se quedó en suelo francés y cuando se produjo la expulsión de los moriscos de España ayudó a embarcar en el puerto de Agda con destino a Berbería a los que habían optado por marchar al exilio cruzando los Pirineos. En 1611 residía en París, en la rue Saint-Honoré. Actuando como intermediario entre los comerciantes franceses y los turcos había podido reunir capital suficiente para iniciarse en el negocio de los diamantes, que compraba en bruto y revendía tras hacerlos tallar con perfección. La dedicación al comercio de lujo le abrió las puertas de la corte. Leonora Dori, casada con Concino Concini, el favorito de María de Médicis, acudía a él también en busca de remedios para sus males, por sus relaciones con médicos judíos y hechiceros. En 1617, cuando se produjo la caída en desgracia de la favorita y el juicio por brujería que la llevó a la muerte por decapitación, López fue llamado como testigo pero logró salir indemne. También resultó absuelto en 1624 de una acusación por espionaje en favor de España —y condenado el denunciante—. Lo que le había hecho sospechoso era, al parecer, la ampliación del negocio a la importación desde España de guadameciles de cuero.
El comercio de piedras preciosas y objetos de lujo lo puso en contacto con Richelieu que decidió aprovechar sus conocimientos mercantiles en la compra de armas y barcos. Pero López le sirvió también como espía, al servicio de sus particulares intereses. En 1627 lo envió a El Havre para estudiar las posibilidades económicas y defensivas del puerto y López redactó un memorial en el que proponía favorecer a los judíos portugueses, expulsar a los protestantes y hacer del puerto un emporio dedicado al comercio e industrias de transformación de la caña de azúcar. De allí pasó a Holanda, donde se encontraba a finales de ese año, para negociar la compra de barcos y armas que serían empleados en el asedio de La Rochelle. A la hora de volver a Francia tropezó con dificultades, pues los holandeses le retuvieron el pasaporte como español y súbdito de una nación enemiga. Una vez superados estos inconvenientes y establecido como aprovisionador de armamento, en el otoño de 1636 volvió a viajar a los Países Bajos con la misión de comprar armas, obras de arte y objetos de lujo. En su relación con Federico Enrique de Orange-Nassau no tuvo en cuenta al embajador de Francia, que sintiéndose desplazado se quejó a Richelieu por el comportamiento de López y sus aires de superioridad. Richelieu respondió al embajador haciendo alguna burla de López, a quien aparentemente desautorizaba: «Si vous connaissiez ce que c'est d'un Espagnol, et d'un Maure davantage...»
En enero de 1639, sin embargo, el embajador había sido sustituido y López volvió a Holanda, ahora con título de consejero de Estado y maitre-d'hôtel del rey de Francia. Con el cardenal mantendrá una correspondencia incesante y comprará armas en grandes cantidades, pero también diamantes y obras de arte. En la venta de la colección de Lucas van Uffelen celebrada ese año en Ámsterdam adquirió el retrato de Baltasar Castiglione de Rafael (Louvre). Rembrandt, que asistió a la subasta y dibujó un rápido bosquejo del retrato, anotó en sus márgenes que por él se había pagado la extraordinaria cantidad de 3 500 florines. En casa de López lo vio Joachim von Sandrart junto con otro retrato famoso: el que entonces se creía retrato de Ludovico Ariosto, pintado por Tiziano (Londres, National Gallery, llamado ahora Gerolamo (?) Barbarigo, también conocido como El hombre de la manga azul). De ambos retratos hizo dibujos Sandrart, posteriormente grabados por Reinier van Persijn, y Rembrandt se inspiró en ellos para su Autorretrato a los treinta y cuatro años (1640, Londres, National Gallery). No era ese el único Tiziano en la colección de López, propietario también de Flora (Florencia, Galleria degli Uffizi), otro cuadro reproducido por Sandrart y que pudo servir de modelo a Rembrandt para sus tres aproximaciones al tema. Y contaba en su colección con un Rembrandt de juventud: Balaam y su burra (1626, París, musée Cognacq-Jay).
Quebrantada su salud y aún más sus finanzas tras una quiebra en diciembre de 1641 su colección de arte salió a subasta. El Ariosto de Tiziano pasó entonces a poder de Anton van Dyck. Los fondos comprometidos para la compra de armas y buques no llegaban y las quejas a Richelieu por la tardanza son continuas en las cartas de López. Incluso cuando se rehace y puede volver a Francia escribe al cardenal lamentando la escasez de fondos y las dificultades que encuentra para obtener el pasaporte con el que poder asistir a la subasta de los bienes de Rubens, recientemente fallecido. Cuando ya en París en 1642 presentó sus cuentas se le debían 327 000 libras adelantadas al servicio del rey, que Richelieu ordenó le fuesen satisfechas. Residió sus últimos años en una casa con una «cantidad inmensa» de chimeneas en la rue des Petits-Champs, que después de su muerte seguiría siendo conocida en París como el Hôtel Lopes. Según Tallemant, tenía una carroza tirada por seis caballos como no tenía ninguno de los embajadores.
Falleció el 21 de octubre de 1649, dejando un legado al convento de los Jacobinos o dominicos de la rue Saint-Honoré para que en los aniversarios de su muerte celebrasen a perpetuidad un servicio completo, con reparto de pan, vino y candelas. Fue enterrado en la iglesia de Saint-Eustache de París, leyéndose en su epitafio: natus iber, vixit gallus.